# 阿尔明·约瑟夫·多伊奇
阿尔明·约瑟夫·多伊奇（英語：Armin Joseph Deutsch，1918年1月25日—1969年11月11日），是一位美国天文学家暨科幻小说作家。
1940年他毕业于亚利桑那大学，1946年获芝加哥大学天文学博士学位。1958年在威尔逊山天文台举行的专题讨论会他首次提出了多普勒成像概念。他曾担任1966年以前《天文与天体物理学年鉴》审查副主编。从1964年到1967年一直为美国天文学会委员。

## 作品
- 阿尔明·约瑟夫·多伊奇，1947年《A 型光谱变量的研究》；
- 阿尔明·约瑟夫·多伊奇，1950年12月创作的惊奇科幻小说《莫比乌斯地铁》，1951年获雨果奖提名(2001年得奖)，1996年被改编为阿根廷电影《莫比乌斯》[2]；1965年被收录入由埃德蒙·克里斯平和费伯编撰的《最佳 SF4》选集中[3]。
- 1955年刊登在《新天文学，美国科学书籍》中的《太阳》，纽约西蒙和舒斯特出版社。
- 阿尔明·约瑟夫·多伊奇和沃尔夫冈·佩勒主编， 太空时代天文学：1961年8月7-9日加利福尼亚理工学院结合第11届国际天文学联合会大会举办的国际学术研讨会。纽约学术出版社，1962年。
- 阿尔明·约瑟夫·多伊奇，《银行系星团和星系中恒星诞生、成熟和死亡的一生》（桑顿·李·派杰编辑），普伦蒂斯-霍尔、恩格尔伍德·克利夫斯，1962年。

## 纪念
月球上道奇环形山就是以他的名字所命名。

## 备注
1. ↑  Hockey, Thomas. . Springer Publishing. 2009  [2012-08-22]. ISBN 978-0-387-31022-0. （原始内容存档于2014-05-03）.
2. ↑  .   [2017-07-29]. （原始内容存档于2012-03-31）.
3. ↑  the book itself (before the days of ISBN!)